# Calceolaria cana
Calceolaria cana är en toffelblomsväxtart som beskrevs av Antonio José Cavanilles. Calceolaria cana ingår i släktet toffelblommor, och familjen toffelblomsväxter. Inga underarter finns listade i Catalogue of Life.

## Bildgalleri

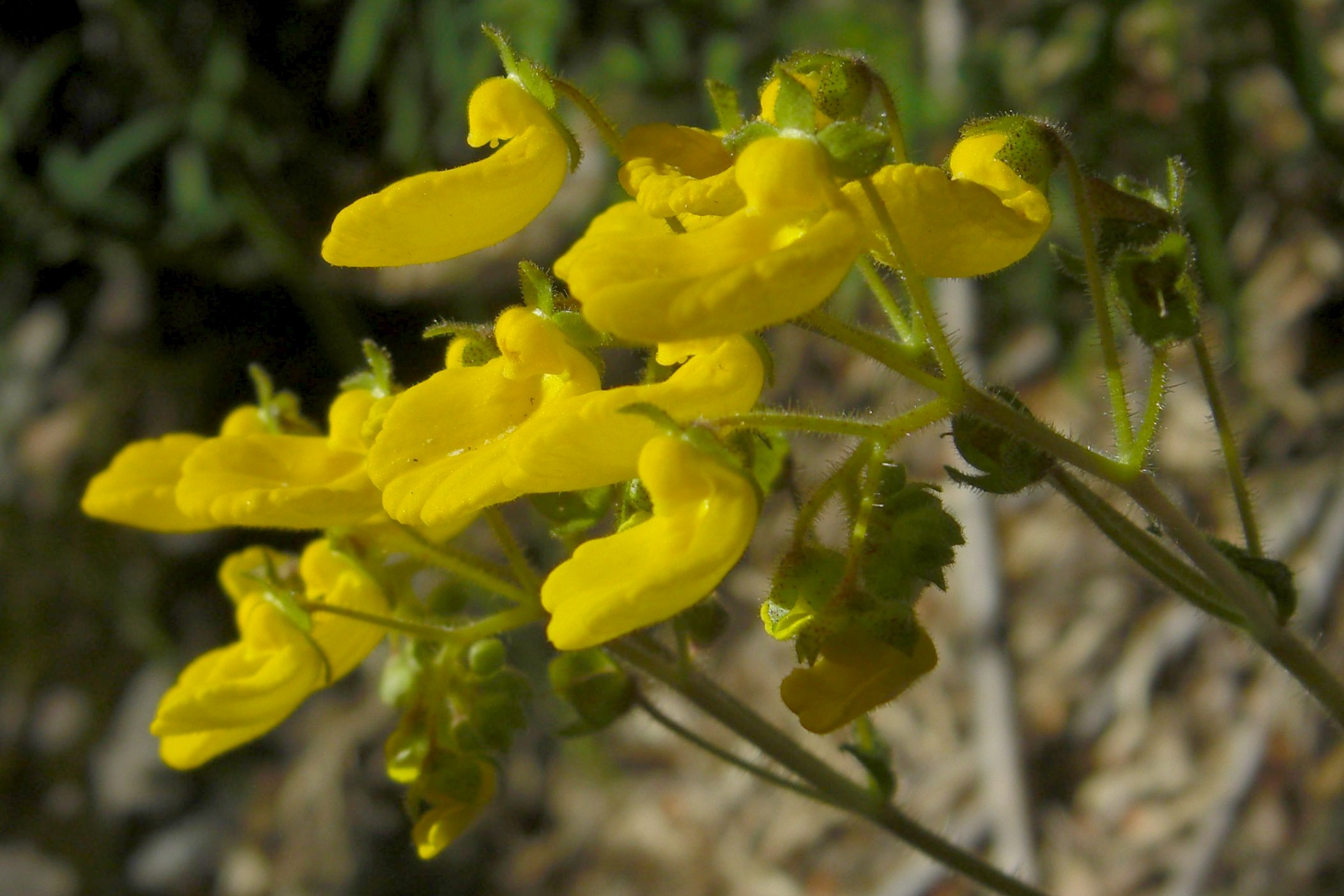
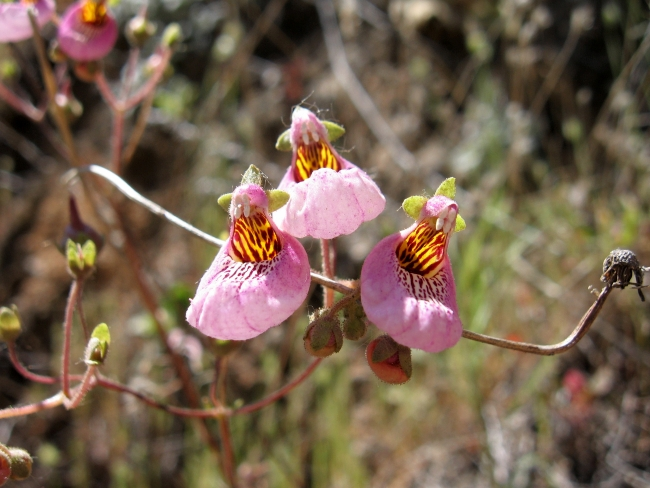